# راما یکم
راما یکم (ทองด้วง؛ یا (فوتایوتفا چولالوک) ۲۰ مارس ۱۷۳۷ – ۷ سپتامبر ۱۸۰۹) حاکم اهل تایلند بود. او پس از برکناری پادشاه تاکسین از تونبوری در سال ۱۷۸۲ بر تخت نشست. او همچنین به عنوان بنیان‌گذار پادشاهی راتاناکوسین (بانکوک کنونی) به عنوان پایتخت جدید پادشاهی متحد شناخته شد.
راما یکم، که نام واقعی‌اش تانگ دوانگ بود، در خانواده‌ای از تبار مرد مون، نوه کوسا پان به دنیا آمد. پدرش در دربار سلطنتی پادشاهی آیوتایا خدمت می‌کرد. Thongduang و برادر کوچکترش Boonma در جنگ‌ها علیه سلسلهٔ Konbaung برمه به پادشاه Taksin خدمت کردند و به او در اتحاد مجدد سیام کمک کردند. در این مدت او به عنوان قدرتمندترین رهبر نظامی سیام ظاهر شد. Thongduang اولین سامدت چائو فرایا بود؛ بالاترین رتبه‌ای که اشراف می‌توانستند به آن دست یابند، که برابر با سلطنت بود. در سال ۱۷۸۲ حکمرانی سیام را به دست گرفت و خود را به عنوان پادشاه برگزید. مشهورترین رویداد در دوران سلطنت او جنگ برمه-سیام (۱۷۸۵–۱۷۸۶) بود که آخرین حمله بزرگ برمه به سیام بود.
سلطنت راما یکم نشان دهندهٔ احیای فرهنگ و سازمان دولتی سیامی پس از فروپاشی پادشاهی سیامی در سال ۱۷۶۷ بود که پایتخت آن در آیوتایا قرار داشت. او یک فرقه بودایی تطهیر شده جدید را تأسیس کرد که بودیسم و سلطنت را متحد و به هم گره زد. راما اول لشکرکشی‌های نظامی تاکسین را در سرتاسر سرزمین اصلی جنوب شرقی آسیا که ماندالای آن در سال ۱۸۰۹ به ترتیب تا شمال و جنوب ایالت‌های شان و شبه جزیره مالایی شمالی و تا شرق تا محدوده آنامیت امتداد داشت، تثبیت و گسترش داد. سلطنت او همچنین آغاز یک «عصر طلایی فرهنگ» جدید بود، که در ردپای شکوفایی هنرها در اواخر دورهٔ آیوتایا ادامه یافت.